# (39229) 2000 YJ30
(39229) 2000 YJ30 è un asteroide troiano di Giove del campo greco. Scoperto nel 2000, presenta un'orbita caratterizzata da un semiasse maggiore pari a 5,192732 UA e da un'eccentricità di 0,161767, inclinata di 7,167259° rispetto all'eclittica.